# Laurenan
Laurenan [loʁnɑ̃]  est une commune française située dans le département des Côtes-d'Armor, en région Bretagne.

## Géographie

### Localisation
Laurenan est une commune bretonne située à 20 kilomètres de Loudéac.
Elle se trouve dans l'aire d'attraction du Mené, dans la zone d'emploi de Lamballe et dans le bassin de vie de Loudéac

### Communes limitrophes
Les communes limitrophes sont  Gomené, Le Mené, Merdrignac, Plémet et Saint-Vran.
| Le Mené | Le Mené  | Saint-Vran |
| Plémet  | Laurenan |            |
|         | Gomené   | Merdrignac |

### Géologie et relief
La superficie de la commune est de 30,90 km2 ; son altitude varie de 120  à   295 mètres.

### Hydrographie
Pour un article plus général, voir Réseau hydrographique des Côtes-d'Armor.
La commune est située dans le bassin Loire-Bretagne. Elle est drainée par le Ninian, l'Yvel, le ruisseau de Cancaval, le ruisseau de la Bergerie et le ruisseau des Prés des semis,,.
Le Ninian prend sa source dans l'extrême nord-est de la commune, aux abords du hameau du Barillet, s'écoule vers le sud et constitue la limite sud-ouest du territoire communal. D'une longueur de 60 km, il se jette  dans le canal de Nantes à Brest à Val d'Oust, après avoir traversé 16 communes. 
L'Yvel constitue la limite nord-est du territoire communal. D'une longueur de 58 km, il prend sa source dans la commune de Saint-Vran et se jette  dans le Ninian à Taupont, après avoir traversé douze communes. 

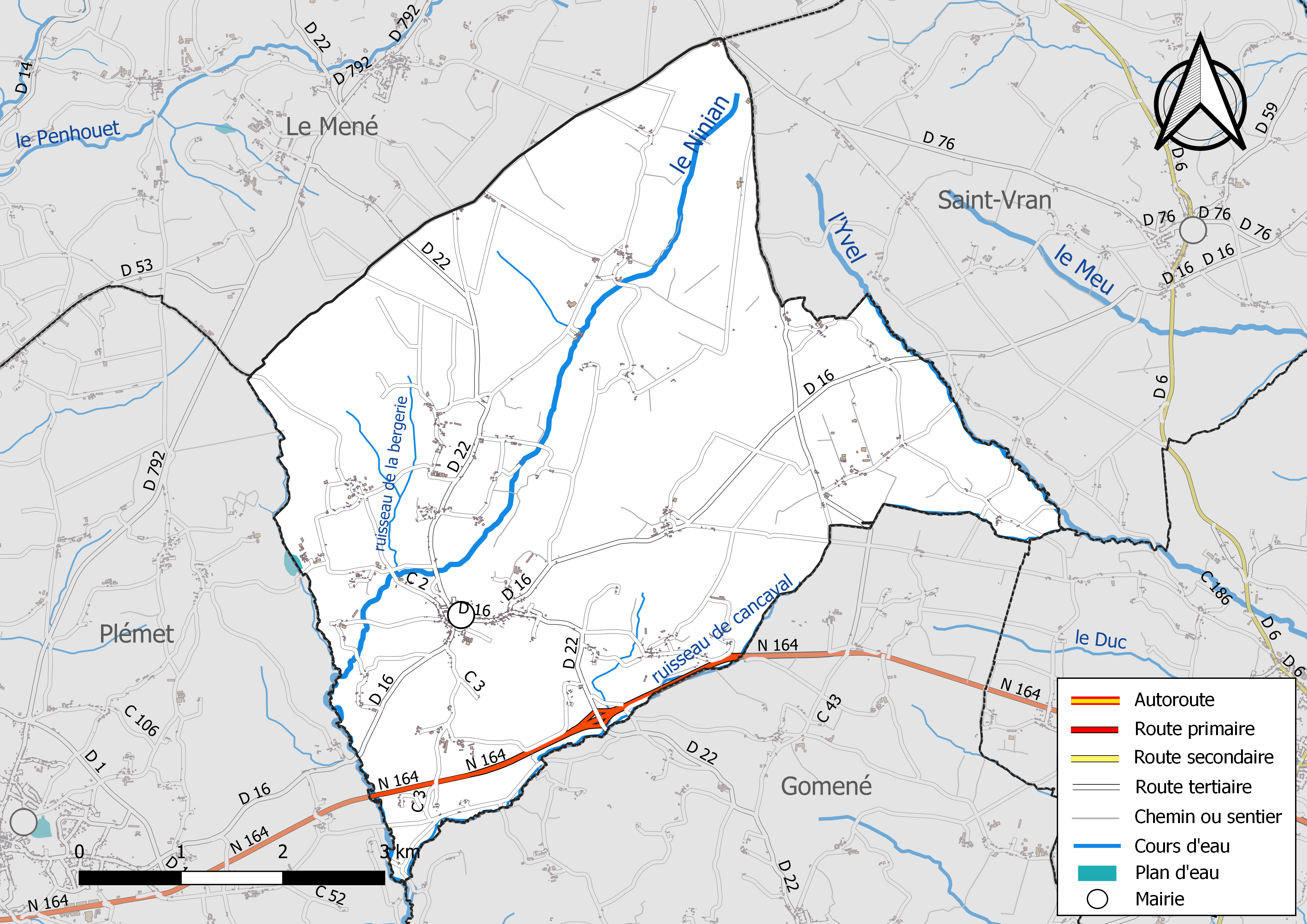
Carte hydrographique et des infrastructures de transport de la commune.
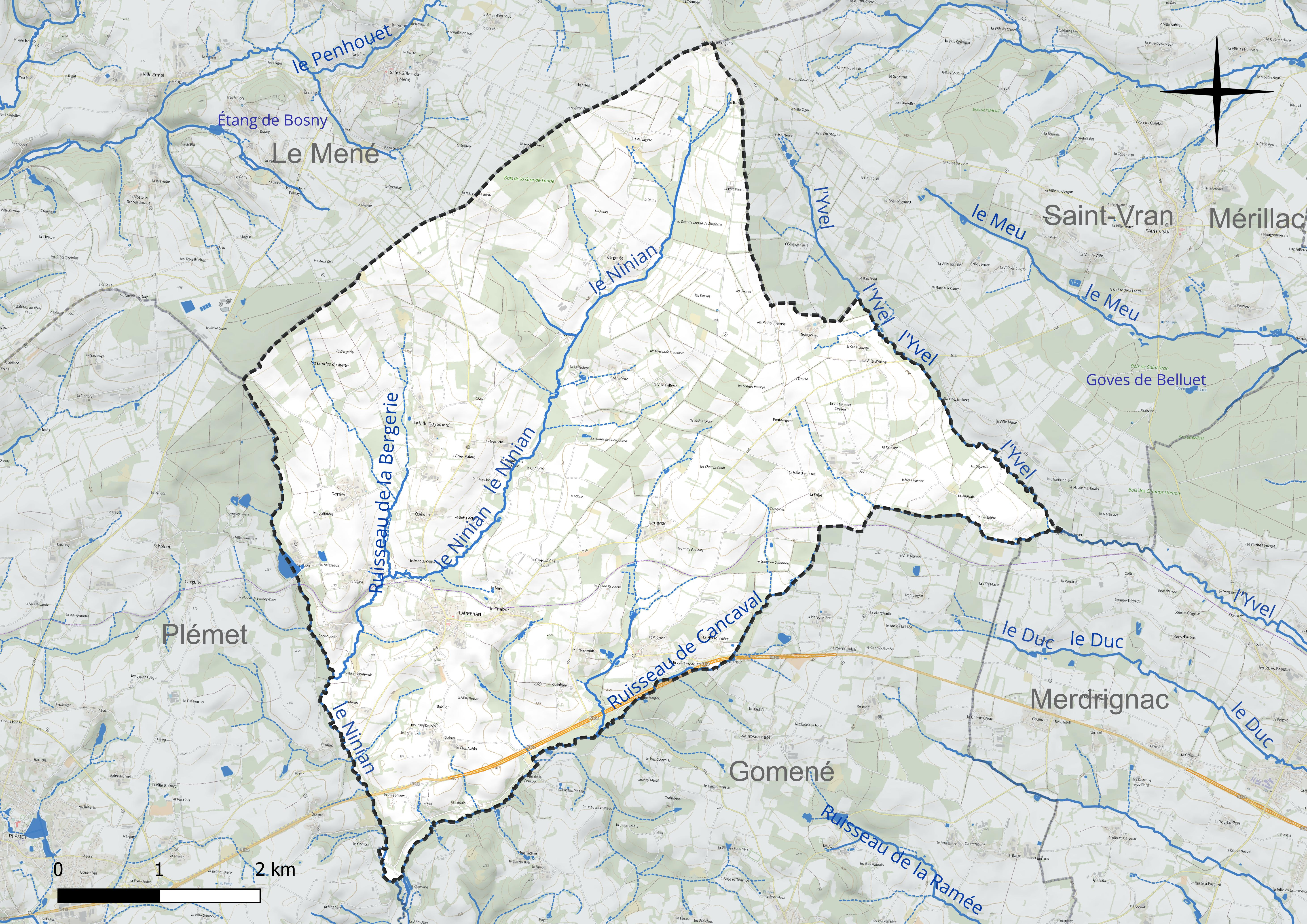
Réseau hydrographique de Laurenan.

### Climat
Pour des articles plus généraux, voir Climat de la Bretagne et Climat des Côtes-d'Armor.
En 2010, le climat de la commune est de type climat océanique franc, selon une étude du CNRS s'appuyant sur une série de données couvrant la période 1971-2000. En 2020, Météo-France publie une typologie des climats de la France métropolitaine dans laquelle la commune est exposée à un climat océanique et est dans la région climatique Finistère nord, caractérisée par une pluviométrie élevée, des températures douces en hiver (6 °C), fraîches en été et des vents forts. Parallèlement l'observatoire de l'environnement en Bretagne publie en 2020 un zonage climatique de la région Bretagne, s'appuyant sur des données de Météo-France de 2009. La commune est, selon ce zonage, dans la zone « Intérieur Est », avec des hivers frais, des étés chauds et des pluies modérées).
Pour la période 1971-2000, la température annuelle moyenne est de 10,8 °C, avec une amplitude thermique annuelle de 12 °C. Le cumul annuel moyen de précipitations est de 852 mm, avec 13,5 jours de précipitations en janvier et 7,1 jours en juillet. Pour la période 1991-2020, la température moyenne annuelle observée sur la station météorologique la plus proche, située sur la commune de Merdrignac à 9 km à vol d'oiseau, est de 11,7 °C et le cumul annuel moyen de précipitations est de 905,0 mm,. Pour l'avenir, les paramètres climatiques de la commune estimés pour 2050 selon différents scénarios d'émission de gaz à effet de serre sont consultables sur un site dédié publié par Météo-France en novembre 2022.

## Urbanisme

### Typologie
Au 1er janvier 2024, Laurenan est catégorisée commune rurale à habitat très dispersé, selon la nouvelle grille communale de densité à 7 niveaux définie par l'Insee en 2022.
Elle est située hors unité urbaine. Par ailleurs la commune fait partie de l'aire d'attraction du Mené, dont elle est une commune de la couronne,. Cette aire, qui regroupe 6 communes, est catégorisée dans les aires de moins de 50 000 habitants,.

### Occupation des sols

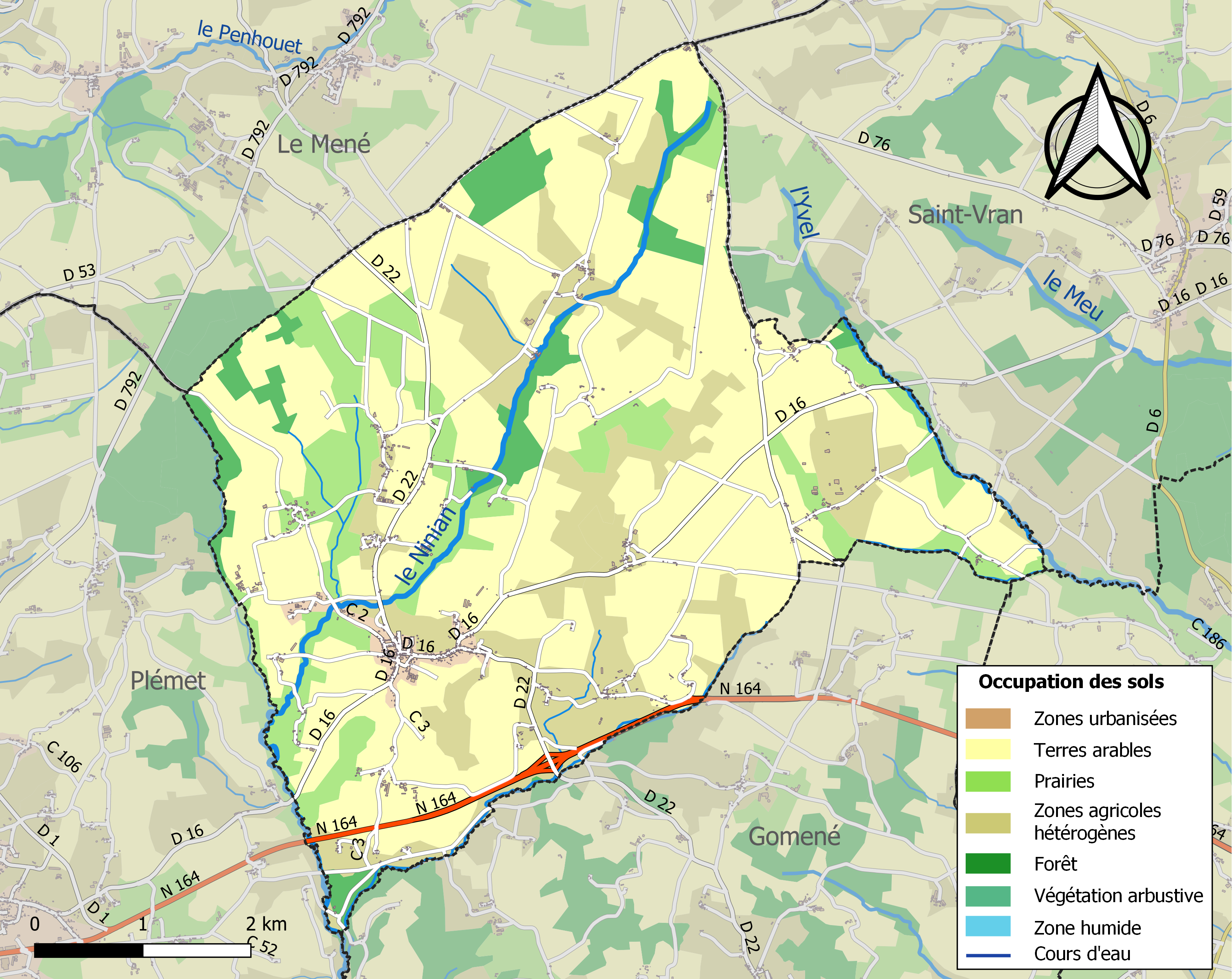
Carte des infrastructures et de l'occupation des sols de la commune en 2018 (CLC).

L'occupation des sols de la commune, telle qu'elle ressort de la base de données européenne d’occupation biophysique des sols Corine Land Cover (CLC), est marquée par l'importance des territoires agricoles (92,4 % en 2018), une proportion sensiblement équivalente à celle de 1990 (93,2 %). La répartition détaillée en 2018 est la suivante : 
terres arables (59,3 %), zones agricoles hétérogènes (19,5 %), prairies (13,6 %), forêts (6,1 %), zones urbanisées (1,5 %).
L'évolution de l’occupation des sols de la commune et de ses infrastructures peut être observée sur les différentes représentations cartographiques du territoire : la carte de Cassini (XVIIIe siècle), la carte d'état-major (1820-1866) et les cartes ou photos aériennes de l'IGN pour la période actuelle (1950 à aujourd'hui).

### Habitat et logement
En 2021, le nombre total de logements dans la commune était de 497, alors qu'il était de 496 en 2016 et de 463 en 2011.
Parmi ces logements, 66,9 % étaient des résidences principales, 20,2 % des résidences secondaires et 13 % des logements vacants. Ces logements étaient pour 98,8 % d'entre eux des maisons individuelles et pour 1 % des appartements.
Le tableau ci-dessous présente la typologie des logements à Laurenan en 2021 en comparaison avec celle des Côtes-d'Armor et de la France entière. Une caractéristique marquante du parc de logements est ainsi une proportion de résidences secondaires et logements occasionnels (20,2 %) supérieure à celle du département (16,2 %) et à celle de la France entière (9,7 %). 
| Typologie                                               | Laurenan | Côtes-d'Armor | France entière |
| ------------------------------------------------------- | -------- | ------------- | -------------- |
| Résidences principales (en %)                           | 66,9     | 75,5          | 82,2           |
| Résidences secondaires et logements occasionnels (en %) | 20,2     | 16,2          | 9,7            |
| Logements vacants (en %)                                | 13       | 8,3           | 8,1            |

### Voies de communication et transports
La commune est accessible par la Route nationale 164 en cours d'aménagement[Quand ?] en voie express dans le secteur de Plémet et Merdrignac.

## Toponymie
Le nom de la localité est attesté sous les formes Laurunan vers 1330, Parrochia de Lanregnan en 1403, Lanrenan en 1405, Laureguan et Lauregnan en 1516.
Son nom vient du breton lann (monastère) et de saint Ronan. « Le monastère de Ronan ».
Le nom de la commune est Laor'nan en gallo et Lanronan en breton[réf. nécessaire].

## Politique et administration

### Rattachements administratifs et électoraux

#### Rattachements administratifs
La commune se trouvait depuis 1926 dans l'arrondissement de Dinan du département des Côtes-d'Armor. Elle le quitte pour être rattachée par  l'arrêté préfectoral du 8 décembre 2016 à l'arrondissement de Saint-Brieuc,.
Elle faisait partie depuis 1801 du canton de Merdrignac. Dans le cadre du redécoupage cantonal de 2014 en France, cette circonscription administrative territoriale a disparu, et le canton n'est plus qu'une circonscription électorale.

#### Rattachements électoraux
Pour les élections départementales, la commune fait partie depuis 2014 du canton de Broons
Pour l'élection des députés, elle fait partie de la troisième circonscription des Côtes-d'Armor.

### Intercommunalité
Laurenan était membre de la communauté de communes Hardouinais Mené, un établissement public de coopération intercommunale (EPCI) à fiscalité propre créé fin 1992 et auquel la commune avait transféré un certain nombre de ses compétences, dans les conditions déterminées par le code général des collectivités territoriales.
Dans le cadre des dispositions de la loi portant nouvelle organisation territoriale de la République du 7 août 2015, qui prévoit que les établissements publics de coopération intercommunale (EPCI) à fiscalité propre doivent avoir un minimum de 15 000 habitants, cette intercommunalité a fusionné avec sa voisine pour former, le 1er janvier 2017, la communauté d'agglomération dénommée Loudéac Communauté − Bretagne Centre, dont est désormais membre la commune.

### Liste des maires
| Période                                  | Période                        | Identité               | Étiquette          | Qualité                    |
| ---------------------------------------- | ------------------------------ | ---------------------- | ------------------ | -------------------------- |
| Les données manquantes sont à compléter. |                                |                        |                    |                            |
|                                          |                                |                        |                    |                            |
| avant 1981                               |                                | Eugène Caillibotte     |                    |                            |
| mars 1983                                | mars 2001                      | Eugène Raffray         |                    | Agriculteur                |
| juillet 2001                             | 2010                           | Jean-Yves Pinard       | Sans Étiquette     | Agriculteur                |
| 2010                                     | juillet 2020                   | Valérie Poilâne-Tabart | Divers Écologistes | Agricultrice               |
| juillet 2020                             | octobre 2023                   | Pascal Rouxel          |                    | Agriculteur Démissionnaire |
| octobre 2023                             | En cours (au 30 novembre 2023) | Olivier Rivallan       |                    | Salarié agricole au SDAEC  |

## Population et société

### Démographie
L'évolution du nombre d'habitants est connue à travers les recensements de la population effectués dans la commune depuis 1793. Pour les communes de moins de 10 000 habitants, une enquête de recensement portant sur toute la population est réalisée tous les cinq ans, les populations de référence des années intermédiaires étant quant à elles estimées par interpolation ou extrapolation. Pour la commune, le premier recensement exhaustif entrant dans le cadre du nouveau dispositif a été réalisé en 2007.

En 2022, la commune comptait 742 habitants, en évolution de +0,95 % par rapport à 2016 (Côtes-d'Armor : +1,78 %, France hors Mayotte : +2,11 %).
| 1793 | 1800 | 1806 | 1821 | 1831  | 1836  | 1841  | 1846  | 1851  |
| ---- | ---- | ---- | ---- | ----- | ----- | ----- | ----- | ----- |
| 950  | 999  | 926  | 974  | 1 150 | 1 134 | 1 146 | 1 344 | 1 325 |

| 1856  | 1861  | 1866  | 1872  | 1876  | 1881  | 1886  | 1891  | 1896  |
| ----- | ----- | ----- | ----- | ----- | ----- | ----- | ----- | ----- |
| 1 354 | 1 362 | 1 396 | 1 403 | 1 457 | 1 469 | 1 541 | 1 626 | 1 621 |

| 1901  | 1906  | 1911  | 1921  | 1926  | 1931  | 1936  | 1946  | 1954  |
| ----- | ----- | ----- | ----- | ----- | ----- | ----- | ----- | ----- |
| 1 653 | 1 694 | 1 720 | 1 601 | 1 503 | 1 461 | 1 447 | 1 267 | 1 139 |

| 1962  | 1968 | 1975 | 1982 | 1990 | 1999 | 2006 | 2007 | 2012 |
| ----- | ---- | ---- | ---- | ---- | ---- | ---- | ---- | ---- |
| 1 092 | 976  | 869  | 822  | 791  | 733  | 718  | 716  | 725  |

| 2017 | 2022 | - | - | - | - | - | - | - |
| ---- | ---- | - | - | - | - | - | - | - |
| 736  | 742  | - | - | - | - | - | - | - |

## Culture locale et patrimoine

### Lieux et monuments
- Église Saint-Ronan.
- Monument aux morts. Il porte les noms de 104 soldats morts pour la Patrie[34] :
  - 101 sont morts durant la Première Guerre mondiale.
  - 3 sont morts durant la Seconde Guerre mondiale.
- Chapelle de Saint-Unet.
- Chapelle Saint-Yves.

### Personnalités liées à la commune
- Joseph Duchauchix 1882-1957), écrivain et religieux breton qui utilisait comme pseudonymes, Ronan de Kerméné et Ar Meneziad, y est né.

### Héraldique
| Blason de Laurenan | Blason  | Écartelé : au premier et au quatrième de gueules aux trois écussons d'hermine (qui est Coëtlogon), au deuxième de sable aux sept macles accolées d'argent ordonnées 3, 3 et 1, au troisième d'argent aux trois merlettes de sable. |
| Blason de Laurenan | Détails | Le statut officiel du blason reste à déterminer. |

## Pour approfondir